# Lijst van rijksmonumenten in Biervliet
De stad Biervliet telt 11 inschrijvingen in het rijksmonumentenregister. Hieronder een overzicht.
| Object                                                    | Oorspronkelijke functie?  | Bouwjaar | Architect | Locatie                         | Coördinaten?                  | Nr.?   | Afbeelding                                                |
| --------------------------------------------------------- | ------------------------- | -------- | --------- | ------------------------------- | ----------------------------- | ------ | --------------------------------------------------------- |
| Onderkelderd pand met 12-ruits en 16-ruits schuifvensters | Woonhuis                  |          |           | Markt 3                         | 51° 19' 45" NB, 3° 41' 17" OL | 35010  | Onderkelderd pand met 12-ruits en 16-ruits schuifvensters |
| Breed pand met gestucte rechte gevel                      | Woonhuis                  | 1856     |           | Burgemeester Maarleveldstraat 5 | 51° 19' 45" NB, 3° 41' 16" OL | 35011  | Breed pand met gestucte rechte gevel                      |
| Breed pand met gestucte rechte gevel                      | Woonhuis                  |          |           | Burgemeester Maarleveldstraat 7 | 51° 19' 45" NB, 3° 41' 15" OL | 35012  | Meer afbeeldingen                                         |
| Raadhuis                                                  | Overheidsgebouw           | 19e eeuw |           | Hoogstraat 2                    | 51° 19' 45" NB, 3° 41' 15" OL | 35013  | Meer afbeeldingen                                         |
| Gepleisterd verdiepingloos dwarspand                      | Woonhuis                  |          |           | Kerkstraat 11                   | 51° 19' 46" NB, 3° 41' 15" OL | 35014  | Gepleisterd verdiepingloos dwarspand                      |
| Nederlands Hervormde Kerk                                 | Kerk en kerkonderdeel     | 1659     |           | Kerkstraat 6                    | 51° 19' 47" NB, 3° 41' 15" OL | 35015  | Meer afbeeldingen                                         |
| Fors pand met rechte gevel                                | Woonhuis                  |          |           | Markt 5                         | 51° 19' 44" NB, 3° 41' 17" OL | 35016  | Fors pand met rechte gevel                                |
| Pand met rechte lijstgevel                                | Woonhuis                  |          |           | Markt 13                        | 51° 19' 47" NB, 3° 41' 19" OL | 35017  | Pand met rechte lijstgevel                                |
| Consistorie                                               | religieus                 | 1905     |           | Molenstraat 5                   | 51° 19' 48" NB, 3° 41' 15" OL | 35018  | Meer afbeeldingen                                         |
| De Harmonie                                               | Industrie- en poldermolen | 1842     |           | Molenstraat bij 9               | 51° 19' 47" NB, 3° 41' 12" OL | 35019  | Meer afbeeldingen                                         |
| Coupure                                                   | Waterkering en -doorlaat  | 1845     |           | Eiersgatweg bij 2               | 51° 20' 41" NB, 3° 42' 31" OL | 508131 | Coupure                                                   |